# Ällmora
Ällmora är en tidigare småort i Tyresö kommun i Stockholms län. Ällmora består av ett långsmalt område längs vattnet direkt sydöst om före detta tätorten Brevikshalvön. Vid 2015 års tätortsavgränsning hade både Ällmora och Brevikshalvön vuxit samman med Stockholms tätort.